# Усвідомлюючий розум. У пошуках фундаментальної теорії
«Усвідомлюючий розум. У пошуках фундаментальної теорії» (англ. The Conscious Mind: In Search of a Fundamental Theory) — книга філософа австралійського походження  Девіда Чалмерса, присвячена дослідженню проблеми свідомості, написана в 1996 році.
Спочатку було написано як докторську дисертацію в  Індіанському університеті (1993). У ній Чалмерс ставить питання про те, що таке свідомість, і заперечує можливість її редуктивного пояснення. Він стверджує, що потрібно вийти за рамки суворої матеріалістичної системи і розвиває теорію свідомості, засновану на дуалізмі властивостей, згідно з яким свідомість не може бути виведено з фізичної основи, але породжується нею.
Метою книги є створення теорії свідомості, яка б вказувала умови, за яких фізичні процеси породжують свідомість і по відношенню до цих процесів специфікувала, який саме тип досвіду виявляється пов'язаний з ними, а також зрозуміло пояснювала, як породжується свідомість, щоб її виникнення не здавалося надприродним. Таким чином, головне питання — чому все, що відчуває людина, вона відчуває саме так, а не інакше.

## Дві проблеми співвідношення ментального і тілесного
На думку Чалмерса, ментальне не зводиться до свідомого досвіду, але може бути розділене на феноменальне і психологічне. Феноменальне поняття ментального представляє його як свідомий досвід, усвідомлено пережитий ментальний стан, що відповідає на питання: «Як ментальне відчувається?». Психологічне розглядає ментальне як каузальну, пояснювальну основу поведінки людини. До різновидів психологічної свідомості Чалмерс зараховує: неспання, інтроспекцію (доступ до своїх ментальних станів), здатність давати звіт (про зміст своїх ментальних станів), самосвідомість (здатність мислити про себе і про своє існування як індивіда), увагу (концентрація когнітивних ресурсів на обробці певної інформації), довільний контроль (свідомість поведінкового акту), знання. Кожен з даних аспектів є функціонально пояснимо. При цьому, деякі з них (інтроспекція, самосвідомість, увага, довільний контроль) пов'язані також і з феноменальними станами, однак Чалмерс підкреслює, що феноменальні і психологічні властивості, пов'язані з цими поняттями, слід розрізняти.
Наслідком такого поділу є дві проблеми співвідношення ментального і тілесного: «легка» і «важка». До «легких» проблем Чалмерс відносить ті, які зводяться до питань про організацію фізичних систем і, отже, потенційно розв'язуються за допомогою методів, використовуваних в нейробіології і когнітивній науці. Складнощі в рішенні цих проблем, таким чином, є технічними. Цю частину проблеми співвідношення ментального і тілесного Чалмерс відносить до психологічних аспектів ментального. Феноменальні ж являють собою «важку» проблему, яка є таємницею для науки. Вона полягає в наступних питаннях: як це — бути когнітивним агентом; чому когнітивні функціональні проблеми супроводжуються свідомим досвідом; яким чином фізична система могла б породжувати досвід?